# BASIC Stamp

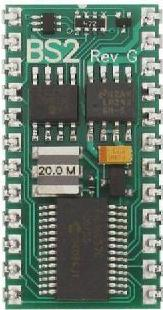
Parallax BASIC Stamp 2.

BASIC Stamp är en mikrokontroller baserad på en PIC med inbyggd programvara (firmware) från Parallax Inc.. Chipet lämpar sig för såväl hobbytillämpningar som professionella tillämpningar, till exempel robotik och styrsystem. Det kan också kopplas till datorn via RS-232-porten.
Speciellt med BASIC Stamp är att det är försett med en inbyggd BASIC-tolk som gör det lätt att komma igång med egna projekt. Det kan till exempel fås att räkna pulser, filtrera kontaktstudsar, styra servon, mäta inpotentiometrar med mera.
Förutom standardinstruktioner som GOTO, FOR...NEXT och IF...THEN finns specialanpassade instruktioner för kontroll- och styrändamål. Några exempel är SERIN, BUTTON, PWM, TOGGLE och POT. Varje enskild instruktion upptar 2–3 bytes i EEPROM:et vilket innebär att ett program maximalt kan innehålla ca 100 instruktioner. Exekveringshastigheten är ca 2 000 instruktioner/sekund. (OBS Detta gäller endast BS1.)
BASIC Stamp finns i flera serier med olika minnesstorlek och olika antal funktioner. Den billigaste varianten heter BASIC stamp 1 och har ett begränsat programminne. En dyrare variant, BASIC Stamp 2, har fler funktioner.